# 560

560(오백육십)은 559보다 크고 561보다 작은 자연수다.

## 수학
- 합성수로, 그 약수는 총 20개다. (1, 2, 4, 5, 7, 8, 10, 14, 16, 20, 28, 35, 40, 56, 70, 80, 112, 140, 280, 560)
  - 560의 진약수의 합은 928이므로, 560은 과잉수다.
- 14번째 팔각수다. 앞의 팔각수는 481, 다음은 645다.
- 14번째 사면체수다. 앞의 사면체수는 455, 다음은 680이다.
- {\displaystyle 560=4^{2}+12^{2}+20^{2}}
  - 공차가 8인 세 자연수의 제곱합으로 나타낼 수 있는 수다. 이 성질을 지닌 앞의 수는 491, 다음 수는 635다.
- {\displaystyle 41^{2}-1}은 560으로 나누어떨어진다.

## 과학·기술
- NGC 560(영어판): 고래자리 방향에 있는 렌즈형은하.
- 560 데릴라(영어판): 소행성.
- 바오준 560(영어판): 바오준의 컴팩트 크로스오버 SUV.

## 교통
- 아우토반 560호선(영어판, 독일어판): 독일의 고속도로.
- 현도 제560호선

## 군사
- U-560(영어판, 독일어판): 제2차 세계 대전에 사용된 나치 독일의 군용 잠수함.

## 문화유산
- 대한민국의 보물 제560호: 청동 진솔선예백장 인장
- 대한민국의 사적 제560호: 태안 안흥진성
  - 2021년 11월 19일 문화재 관련 법령의 개정 전 대한민국의 사적에 지정된 마지막 일련번호는 560호다.

## 기타
- 연도: 560년, 기원전 560년
- 560년대
- 한국십진분류법에서 전기공학, 통신공학 및 전자공학에 관한 책들이 분류되는 번호.